# Cincinnati Open
El Masters de Cincinnati, conegut oficialment com a Western & Southern Open, és un torneig de tennis professional que es disputa anualment sobre pista dura al Lindner Family Tennis Center de Cincinnati, Ohio, Estats Units. Pertany a les sèries Masters 1000 del circuit ATP masculí i als Premier Tournaments (Premier 5) del circuit WTA femení.

## Història
Anteriorment es disputaven per separat les categories masculines i femenines, tot i que en setmanes consecutives, diferenciant el seu nom oficial, per exemple Western & Southern Financial Group Masters en categoria masculina i Western & Southern Financial Group Women's Open en categoria femenina pel seu patrocinador Western & Southern Financial Group. A partir de l'any 2011 es van disputar conjuntament ambdues sota el nom oficial Western & Southern Open.
El torneig va iniciar-se en categoria masculina el 1899 sota el nom de Tri-State Tennis Tournament, incorporant-se la categoria femenina l'any següent. Aquesta, però, va deixar de disputar-se el 1974 per reprendre's el 2004. Inicialment el torneig va disputar-se sobre gespa per canviar de superfície diverses vegades, passant per la terra batuda, fins a instaurar definitivament la pista dura actual i celebrant-se durant el mes d'agost com a torneig de preparació del US Open, formant part posteriorment de la US Open Series.
L'edició de 2020 es va disputar a les instal·lacions on se celebraria el US Open a continuació, al USTA Billie Jean King National Tennis Center de Nova York, a causa de la pandèmia per coronavirus i amb la intenció d'evitar viatges innecessaris dels jugadors entre torneigs.

## Palmarès

### Era Open

#### Individual masculí
| Any  | Campió             | Finalista           | Resultat            |
| ---- | ------------------ | ------------------- | ------------------- |
| 2024 | Jannik Sinner      | Frances Tiafoe      | 7−6(4), 6−2         |
| 2023 | Novak Đoković (3)  | Carlos Alcaraz      | 5−7, 7−6(7), 7−6(4) |
| 2022 | Borna Ćorić        | Stéfanos Tsitsipàs  | 7−6(0), 6−2         |
| 2021 | Alexander Zverev   | Andrei Rubliov      | 6−2, 6−3            |
| 2020 | Novak Đoković      | Milos Raonic        | 1−6, 6−3, 6−4       |
| 2019 | Daniïl Medvédev    | David Goffin        | 7−6(3), 6−4         |
| 2018 | Novak Đoković      | Roger Federer       | 6−4, 6−4            |
| 2017 | Grígor Dimitrov    | Nick Kyrgios        | 6−3, 7−5            |
| 2016 | Marin Čilić        | Andy Murray         | 6−4, 7−5            |
| 2015 | Roger Federer (7)  | Novak Đoković       | 7−6(1), 6−3         |
| 2014 | Roger Federer      | David Ferrer        | 6−3, 1−6, 6−2       |
| 2013 | Rafael Nadal       | John Isner          | 7−6(8), 7−6(3)      |
| 2012 | Roger Federer      | Novak Đoković       | 6−0, 7−6(7)         |
| 2011 | Andy Murray (2)    | Novak Đoković       | 6−4, 3−0, retirada  |
| 2010 | Roger Federer      | Mardy Fish          | 6−7(5), 7−6(1), 6−4 |
| 2009 | Roger Federer      | Novak Đoković       | 6−1, 7−5            |
| 2008 | Andy Murray        | Novak Đoković       | 7−6(4), 7−6(5)      |
| 2007 | Roger Federer      | James Blake         | 6−1, 6−4            |
| 2006 | Andy Roddick (2)   | Juan Carlos Ferrero | 6−3, 6−4            |
| 2005 | Roger Federer      | Andy Roddick        | 6−3, 7−5            |
| 2004 | Andre Agassi (3)   | Lleyton Hewitt      | 6−3, 3−6, 6−2       |
| 2003 | Andy Roddick       | Mardy Fish          | 4−6, 7−6, 7−6       |
| 2002 | Carles Moyà        | Lleyton Hewitt      | 7−5, 7−6            |
| 2001 | Gustavo Kuerten    | Patrick Rafter      | 6−1, 6−3            |
| 2000 | Thomas Enqvist     | Tim Henman          | 7−6, 6−4            |
| 1999 | Pete Sampras (3)   | Patrick Rafter      | 7−6, 6−3            |
| 1998 | Patrick Rafter     | Pete Sampras        | 1−6, 7−6, 6−4       |
| 1997 | Pete Sampras       | Thomas Muster       | 6−3, 6−4            |
| 1996 | Andre Agassi       | Michael Chang       | 7−6, 6−4            |
| 1995 | Andre Agassi       | Michael Chang       | 7−5, 6−2            |
| 1994 | Michael Chang (2)  | Stefan Edberg       | 6−2, 7−5            |
| 1993 | Michael Chang      | Stefan Edberg       | 7−5, 0−6, 6−4       |
| 1992 | Pete Sampras       | Ivan Lendl          | 6−3, 3−6, 6−3       |
| 1991 | Guy Forget         | Pete Sampras        | 2−6, 7−6, 6−4       |
| 1990 | Stefan Edberg (2)  | Brad Gilbert        | 6−1, 6−1            |
| 1989 | Brad Gilbert       | Stefan Edberg       | 6−4, 2−6, 7−6       |
| 1988 | Mats Wilander (4)  | Stefan Edberg       | 3−6, 7−6, 7−6       |
| 1987 | Stefan Edberg      | Boris Becker        | 6−4, 6−1            |
| 1986 | Mats Wilander      | Jimmy Connors       | 6−4, 6−1            |
| 1985 | Boris Becker       | Mats Wilander       | 6−4, 6−2            |
| 1984 | Mats Wilander      | Anders Järryd       | 7−6, 6−3            |
| 1983 | Mats Wilander      | John McEnroe        | 6−4, 6−4            |
| 1982 | Ivan Lendl         | Steve Denton        | 6−2, 7−6            |
| 1981 | John McEnroe       | Chris Lewis         | 6−3, 6−4            |
| 1980 | Harold Solomon (2) | Francisco González  | 7−6, 6−3            |
| 1979 | Peter Fleming      | Roscoe Tanner       | 6−4, 6−2            |
| 1978 | Eddie Dibbs        | Raúl Ramírez        | 5−7, 6−3, 6−2       |
| 1977 | Harold Solomon     | Mark Cox            | 6−2, 6−3            |
| 1976 | Roscoe Tanner      | Eddie Dibbs         | 7−6, 6−3            |
| 1975 | Tom Gorman         | Sherwood Stewart    | 7−5, 2−6, 6−4       |
| 1974 | Marty Riessen      | Robert Lutz         | 7−6, 7−6            |
| 1973 | Ilie Năstase       | Manuel Orantes      | 5−7, 6−3, 6−4       |
| 1972 | Jimmy Connors      | Guillermo Vilas     | 6−3, 6−3            |
| 1971 | Stan Smith         | Juan Gisbert        | 7−6, 6−3            |
| 1970 | Ken Rosewall       | Cliff Richey        | 7−9, 9−7, 8−6       |
| 1969 | Cliff Richey       | Allan Stone         | 6−1, 6−2            |
| 1968 | William Harris     | Tom Gorman          | 3−6, 6−2, 6−2       |

#### Individual femení
| Any           | Campiona                | Finalista               | Resultat                  |
| ------------- | ----------------------- | ----------------------- | ------------------------- |
| WTA 1000      |                         |                         |                           |
| 2024          | Arina Sabalenka         | Jessica Pegula          | 6−3, 7−5                  |
| 2023          | Coco Gauff              | Karolína Muchová        | 6−3, 6−4                  |
| 2022          | Caroline Garcia         | Petra Kvitová           | 6−2, 6−4                  |
| 2021          | Ashleigh Barty          | Jil Teichmann           | 6−3, 6−1                  |
| WTA Premier 5 |                         |                         |                           |
| 2020          | Viktória Azàrenka (2)   | Naomi Osaka             | Renúncia                  |
| 2019          | Madison Keys            | Svetlana Kuznetsova     | 7−5, 7−6(5)               |
| 2018          | Kiki Bertens            | Simona Halep            | 2−6, 7−6(6), 6−2          |
| 2017          | Garbiñe Muguruza        | Simona Halep            | 6−1, 6−0                  |
| 2016          | Karolína Plíšková       | Angelique Kerber        | 6−3, 6−1                  |
| 2015          | Serena Williams (2)     | Simona Halep            | 6−3, 7−6(5)               |
| 2014          | Serena Williams         | Ana Ivanović            | 6−4, 6−1                  |
| 2013          | Viktória Azàrenka       | Serena Williams         | 2−6, 6−2, 7−6(6)          |
| 2012          | Li Na                   | Angelique Kerber        | 1−6, 6−3, 6−1             |
| 2011          | Maria Xaràpova          | Jelena Janković         | 4−6, 7−6(3), 6−3          |
| 2010          | Kim Clijsters           | Maria Xaràpova          | 2−6, 7−6(4), 6−2          |
| 2009          | Jelena Janković         | Dinara Safina           | 6−4, 6−2                  |
| 2008          | Nàdia Petrova           | Nathalie Dechy          | 6−2, 6−1                  |
| 2007          | Anna Txakvetadze        | Akiko Morigami          | 6−1, 6−3                  |
| 2006          | Vera Zvonariova         | Katarina Srebotnik      | 6−2, 6−4                  |
| 2005          | Patty Schnyder          | Akiko Morigami          | 6−4, 6−0                  |
| 2004          | Lindsay Davenport       | Vera Zvonariova         | 6−3, 6−2                  |
| 2003 − 1989   | No celebrat             | No celebrat             | No celebrat               |
| 1988          | Barbara Potter          | Helen Kelesi            | 6−2, 6−2                  |
| 1987 − 1974   | No celebrat             | No celebrat             | No celebrat               |
| 1973          | Evonne Goolagong Cawley | Chris Evert             | 6−2, 7−5                  |
| 1972          | Margaret Court          | Evonne Goolagong Cawley | 3−6, 6−2, 7−5             |
| 1971          | Virginia Wade           | Linda Tuero             | 6−3, 6−3                  |
| 1970          | Rosemary Casals         | Nancy Richey Gunter     | 6−3, 6−3                  |
| 1969          | Lesley Turner Bowrey    | Gail Chanfreau          | 1−6, 7−5, 10−10, retirada |
| 1968          | Linda Tuero             | Tory Fretz              | 6−1, 6−2                  |

#### Dobles masculins
| Any  | Campions                             | Finalistes                        | Resultat               |
| ---- | ------------------------------------ | --------------------------------- | ---------------------- |
| 2024 | Marcelo Arévalo Mate Pavić           | Mackenzie McDonald Alex Michelsen | 6−2, 6−4               |
| 2023 | Máximo González Andrés Molteni       | Jamie Murray Michael Venus        | 3−6, 6−1, [11−9]       |
| 2022 | Rajeev Ram Joe Salisbury             | Tim Pütz Michael Venus            | 7−6(4), 7−6(5)         |
| 2021 | Marcel Granollers Horacio Zeballos   | Steve Johnson Austin Krajicek     | 7−6(5), 7−6(5)         |
| 2020 | Pablo Carreño Busta Alex de Minaur   | Jamie Murray Neal Skupski         | 6−2, 7−5               |
| 2019 | Ivan Dodig Filip Polášek             | Juan Sebastián Cabal Robert Farah | 4−6, 6−4, [10−6]       |
| 2018 | Jamie Murray Bruno Soares            | Juan Sebastián Cabal Robert Farah | 4−6, 6−3, [10−6]       |
| 2017 | Pierre-Hugues Herbert Nicolas Mahut  | Jamie Murray Bruno Soares         | 7−6(6), 6−4            |
| 2016 | Ivan Dodig Marcelo Melo              | Jean-Julien Rojer Horia Tecău     | 7−6(5), 6−7(5), [10−6] |
| 2015 | Daniel Nestor Édouard Roger-Vasselin | Marcin Matkowski Nenad Zimonjić   | 6−2, 6−2               |
| 2014 | Bob Bryan Mike Bryan (5)             | Vasek Pospisil Jack Sock          | 6−3, 6−2               |
| 2013 | Bob Bryan Mike Bryan                 | Marcel Granollers Marc López      | 6−4, 4−6, [10−4]       |
| 2012 | Robert Lindstedt Horia Tecău         | Mahesh Bhupathi Rohan Bopanna     | 6−4, 6−4               |
| 2011 | Mahesh Bhupathi Leander Paes (2)     | Michaël Llodra Nenad Zimonjić     | 7−6(4), 7−6(2)         |
| 2010 | Bob Bryan Mike Bryan                 | Mahesh Bhupathi Max Mirnyi        | 6−3, 6−4               |
| 2009 | Daniel Nestor Nenad Zimonjić         | Bob Bryan Mike Bryan              | 3−6, 7−6(2), [15−13]   |
| 2008 | Bob Bryan Mike Bryan                 | Jonathan Erlich Andy Ram          | 4−6, 7−6(2), [10−7]    |
| 2007 | Jonathan Erlich Andy Ram             | Bob Bryan Mike Bryan              | 4−6, 6−3, [13−11]      |
| 2006 | Jonas Björkman Max Mirnyi (2)        | Bob Bryan Mike Bryan              | 7−6, 6−4               |
| 2005 | Jonas Björkman Max Mirnyi            | Wayne Black Kevin Ullyett         | 6−4, 5−7, 6−2          |
| 2004 | Mark Knowles Daniel Nestor (3)       | Jonas Björkman Todd Woodbridge    | 7−6, 6−3               |
| 2003 | Bob Bryan Mike Bryan                 | Wayne Arthurs Paul Hanley         | 7−6, 6−4               |
| 2002 | James Blake Todd Martin              | Mahesh Bhupathi Max Mirnyi        | 7−5, 6−3               |
| 2001 | Mahesh Bhupathi Leander Paes         | Martin Damm David Prinosil        | 7−6, 6−3               |
| 2000 | Todd Woodbridge Mark Woodforde (4)   | Ellis Ferreira Rick Leach         | 7−6, 6−4               |
| 1999 | Byron Black Jonas Björkman           | Todd Woodbridge Mark Woodforde    | 6−1, 2−6, 7−6          |
| 1998 | Mark Knowles Daniel Nestor           | Olivier Delaître Fabrice Santoro  | 6−1, 2−1, ret.         |
| 1997 | Todd Woodbridge Mark Woodforde       | Mark Philippoussis Patrick Rafter | 6−4, 6−2               |
| 1996 | Mark Knowles Daniel Nestor           | Sandon Stolle Cyril Suk           | 6−2, 7−5               |
| 1995 | Todd Woodbridge Mark Woodforde       | Mark Knowles Daniel Nestor        | 6−4, 6−4               |
| 1994 | Alex O'Brien Sandon Stolle           | Wayne Ferreira Mark Kratzmann     | 7−6, 3−6, 6−3          |
| 1993 | Andre Agassi Petr Korda              | Stefan Edberg Henrik Holm         | 6−4, 7−6               |
| 1992 | Todd Woodbridge Mark Woodforde       | Patrick McEnroe Jonathan Stark    | 7−6, 6−4               |
| 1991 | Ken Flach Robert Seguso (2)          | Grant Connell Glenn Michibata     | 6−3, 6−4               |
| 1990 | Darren Cahill Mark Kratzmann         | Neil Broad Gary Muller            | 7−6, 6−4               |
| 1989 | Ken Flach Robert Seguso              | Pieter Aldrich Danie Visser       | 6−4, 6−4               |
| 1988 | Rick Leach Jim Pugh                  | Jim Grabb Patrick McEnroe         | 6−2, 6−4               |
| 1987 | Ken Flach Robert Seguso              | Steve Denton John Fitzgerald      | 7−5, 6−3               |
| 1986 | Mark Kratzmann Kim Warwick           | Christo Steyn Danie Visser        | 6−3, 6−4               |
| 1985 | Stefan Edberg Anders Järryd          | Joakim Nyström Mats Wilander      | 4−6, 6−2, 6−3          |
| 1984 | Francisco González Matt Mitchell     | Sandy Mayer Balázs Taróczy        | 4−6, 6−3, 7−6          |
| 1983 | Victor Amaya Tim Gullikson           | Carlos Kirmayr Cassio Motta       | 6−4, 6−3               |
| 1982 | Peter Fleming John McEnroe           | Steve Denton Mark Edmondson       | 6−2, 6−3               |
| 1981 | John McEnroe Ferdi Taygan            | Bob Lutz Stan Smith               | 7−6, 6−3               |
| 1980 | Bruce Manson Brian Teacher           | Wojtek Fibak Ivan Lendl           | 6−7, 7−5, 6−4          |
| 1979 | Brian Gottfried Ilie Năstase         | Bob Lutz Stan Smith               | 1−6, 6−3, 7−6          |
| 1978 | Gene Mayer Raúl Ramírez              | Ismail El Shafei Brian Fairlie    | 6−3, 6−3               |
| 1977 | John Alexander Phil Dent (2)         | Bob Hewitt Roscoe Tanner          | 6−3, 7−6               |
| 1976 | Stan Smith Erik Van Dillen (2)       | Eddie Dibbs Harold Solomon        | 6−1, 6−1               |
| 1975 | Phil Dent Cliff Drysdale             | Marcello Lara Joaquin Loyo-Mayo   | 7−6, 6−4               |
| 1974 | Dick Dell Sherwood Stewart           | James Delaney John Whitlinger     | 4−6, 7−6, 6−2          |
| 1973 | John Alexander Phil Dent             | Brian Gottfried Raúl Ramírez      | 1−6, 7−6, 7−6          |
| 1972 | Bob Hewitt Frew McMillan             | Paul Gerken Humphrey Hose         | 7−6, 6−4               |
| 1971 | Stan Smith Erik Van Dillen           | Sandy Mayer Roscoe Tanner         | 6−4, 6−4               |
| 1970 | Ilie Năstase Ion Ţiriac              | Bob Hewitt Frew McMillan          | 6−3, 6−4               |
| 1969 | Bob Lutz Stan Smith                  | Arthur Ashe Charlie Pasarell      | 6−3, 6−4               |
| 1968 | Ron Goldman William Brown            | Joaquin Loyo-Mayo Jaime Fillol    | 10−8, 6−3              |

#### Dobles femenins
| Any           | Campiones                          | Finalistes                                         | Resultat            |
| ------------- | ---------------------------------- | -------------------------------------------------- | ------------------- |
| WTA 1000      |                                    |                                                    |                     |
| 2024          | Asia Muhammad Erin Routliffe       | Leylah Fernandez Yulia Putintseva                  | 3−6, 6−1, [10−4]    |
| 2023          | Alycia Parks Taylor Townsend       | Nicole Melichar-Martinez Ellen Perez               | 6−7(1), 6−4, [10−6] |
| 2022          | Liudmila Kitxenok Jeļena Ostapenko | Nicole Melichar-Martinez Ellen Perez               | 7−6(5), 6−3         |
| 2021          | Samantha Stosur Zhang Shuai        | Gabriela Dabrowski Luisa Stefani                   | 7−5, 6−3            |
| WTA Premier 5 |                                    |                                                    |                     |
| 2020          | Květa Peschke Demi Schuurs         | Nicole Melichar Xu Yifan                           | 6−1, 4−6, [10−4]    |
| 2019          | Lucie Hradecká Andreja Klepač      | Anna-Lena Grönefeld Demi Schuurs                   | 6−4, 6−1            |
| 2018          | Lucie Hradecká Iekaterina Makàrova | Elise Mertens Demi Schuurs                         | 6−2, 7−5            |
| 2017          | Chan Yung-jan Martina Hingis       | Hsieh Su-wei Monica Niculescu                      | 4−6, 6−4, [10−7]    |
| 2016          | Sania Mirza Barbora Strýcová       | Martina Hingis Coco Vandeweghe                     | 7−5, 6−4            |
| 2015          | Chan Hao-ching Chan Yung-jan       | Casey Dellacqua Iaroslava Xvédova                  | 7−5, 6−4            |
| 2014          | Raquel Kops-Jones Abigail Spears   | Tímea Babos Kristina Mladenovic                    | 6−1, 2−0, retirada  |
| 2013          | Peng Shuai Hsieh Su-wei            | Anna-Lena Grönefeld Květa Peschke                  | 2−6, 6−3, [12−10]   |
| 2012          | Andrea Hlaváčková Lucie Hradecká   | Katarina Srebotnik Zheng Jie                       | 6−1, 6−3            |
| 2011          | Vania King Iaroslava Xvédova       | Natalie Grandin Vladimíra Uhlířová                 | 6−4, 3−6, [11−9]    |
| 2010          | Viktória Azàrenka Maria Kirilenko  | Lisa Raymond Rennae Stubbs                         | 7−6(4), 7−6(8)      |
| 2009          | Cara Black Liezel Huber            | Núria Llagostera Vives María José Martínez Sánchez | 6−3, 0−6, [10−2]    |
| 2008          | Maria Kirilenko Nàdia Petrova      | Hsieh Su-wei Iaroslava Xvédova                     | 6−3, 4−6, [10−8]    |
| 2007          | Bethanie Mattek Sania Mirza        | Alina Jidkova Tatsiana Putxak                      | 7−6(4), 7−5         |
| 2006          | Maria Elena Camerin Gisela Dulko   | Marta Domachowska Sania Mirza                      | 6−4, 3−6, 6−2       |
| 2005          | Laura Granville Abigail Spears     | Květa Peschke María Emilia Salerni                 | 3−6, 6−2, 6−4       |
| 2004          | Jill Craybas Marlene Weingärtner   | Emmanuelle Gagliardi Anna-Lena Grönefeld           | 7−5, 7−6(2)         |
| 2003 − 1989   | No celebrat                        | No celebrat                                        | No celebrat         |
| 1988          | Beth Herr Candy Reynolds           |                                                    |                     |
| 1987 − 1974   | No celebrat                        | No celebrat                                        | No celebrat         |
| 1973          | Pat Walkden Ilana Kloss            |                                                    |                     |
| 1972          | Rosie Casals Gail Chanfreau (2)    |                                                    |                     |
| 1971          | Helen Gourlay Linda Tuero          |                                                    |                     |
| 1970          | Rosie Casals Gail Chanfreau        |                                                    |                     |
| 1969          | Kerry Harris Valerie Ziegenfuss    |                                                    |                     |
| 1968          | Emilie Burrer Linda Tuero          |                                                    |                     |

### Era amateur

#### Individual masculí
| Any  | Campió                 | Finalista              | Resultat                 |
| ---- | ---------------------- | ---------------------- | ------------------------ |
| 1967 | Joaquin Loyo-Mayo      | Jaime Fillol           | 8−6, 6−1                 |
| 1966 | David Power            | William Harris         | 7−5, 3−6, 0−6, 6−1, 6−2  |
| 1965 | Billy Lenoir           | Herb Fitzgibbon        | 1−6, 6−3, 6−3, 9−7       |
| 1964 | Herb Fitzgibbon        | Robert Brien           | 6−1, 6−3, 6−1            |
| 1963 | Marty Riessen (2)      | Herb Fitzgibbon        | 6−1, 6−3, 7−5            |
| 1962 | Marty Riessen          | Allen Fox              | 1−6, 6−2, 6−2, 6−3       |
| 1961 | Allen Fox              | Billy Lenoir           | 3−6, 8−6, 6−2, 6−1       |
| 1960 | Miguel Olvera          | Crawford Henry         | 4−6, 9−7, 6−4            |
| 1959 | Whitney Reed           | Donald Dell            | 1−6, 7−5, 6−3, 6−3       |
| 1958 | Bernard Bartzen (3)    | Sammy Giammalva        | 7−5, 6−3, 6−2            |
| 1957 | Bernard Bartzen        | Grant Golden           | 6−4, 7−5, 6−4            |
| 1956 | Edward Moylan          | Bernard Bartzen        | 6−0, 6−3, 6−3            |
| 1955 | Bernard Bartzen        | Tony Trabert           | 7−9, 11−9, 6−4           |
| 1954 | Straight Clark         | Sammy Giammalva        | 8−6, 6−1, 6−1            |
| 1953 | Tony Trabert (2)       | Hamilton Richardson    | 10−8, 6−3, 6−4           |
| 1952 | Noel Brown             | Fred Hagist            | 6−4, 0−6, 2−0, retirada  |
| 1951 | Tony Trabert           | Bill Talbert           | 5−7, 4−6, 6−4, 6−3, 6−4  |
| 1950 | Glenn Bassett          | Hamilton Richardson    | 6−2, 4−6, 6−1, 6−1       |
| 1949 | James Brink            | Arnold Saul            | 6−4, 6−8, 6−4, 6−0       |
| 1948 | Herbert Behrens        | Irvin Dorfman          | 7−5, 11−9, 2−6, 6−8, 6−4 |
| 1947 | Bill Talbert (3)       | George Pero            | 6−1, 6−0, 6−0            |
| 1946 | Nick Carter            | George Richards        | 6−1, 6−1                 |
| 1945 | Bill Talbert           | Elwood Cooke           | 6−2, 7−9, 6−2            |
| 1944 | Pancho Segura (2)      | Bill Talbert           | 9−11, 6−2, 7−5, 2−6, 7−5 |
| 1943 | Bill Talbert           | Seymour Greenberg      | 6−1, 6−2, 6−3            |
| 1942 | Pancho Segura          | Bill Talbert           | 1−6, 6−2, 6−4, 12−10     |
| 1941 | Frank Parker           | Bill Talbert           | 6−2, 6−2, 6−4            |
| 1940 | Bobby Riggs (4)        | Arthur Marx            | 11−9, 6−2, 4−6, 6−8, 6−1 |
| 1939 | Bryan Grant (2)        | Frank Parker           | 4−6, 6−3, 6−1, 2−6, 6−4  |
| 1938 | Bobby Riggs            | Frank Parker           | 6−1, 7−5, 6−3            |
| 1937 | Bobby Riggs            | John McDiarmid         | 6−3, 6−3, 4−6, 6−3       |
| 1936 | Bobby Riggs            | Charles Harris         | 6−1, 6−3, 6−1            |
| 1935 | No celebrat            | No celebrat            | No celebrat              |
| 1934 | Henry Prusoff          | Arthur Hendrix         | 6−3, 6−2, 4−6, 6−4       |
| 1933 | Bryan Grant            | Frank Parker           | 11−9, 6−2, 1−6, 7−5      |
| 1932 | George Lott (4)        | Frank Parker           | 5−7, 6−2, 4−6, 6−0, 6−3  |
| 1931 | Cliff Sutter           | Bruce Barnes           | 6−3, 6−2, 3−6, 6−3       |
| 1930 | Frank Shields          | Emmett Pare            | 6−2, 6−4, 3−6, 2−6, 6−1  |
| 1929 | Herbert Bowman         | Julius Seligson        | 2−6, 6−4, 6−4, 6−1       |
| 1928 | Emmett Pare            | Harris Coggeshall      | 2−6, 6−1, 6−4, 6−4       |
| 1927 | George Lott            | Emmett Pare            | 6−4, 6−4, 6−2            |
| 1926 | Bill Tilden            | George Lott            | 4−6, 6−3, 7−9, 6−4, 6−3  |
| 1925 | George Lott            | Julius Sagalowsky      | 6−3, 7−5, 6−1            |
| 1924 | George Lott            | Paul Kunkel            | 2−6, 13−11, 6−4, 6−3     |
| 1923 | Louis Kuhler (2)       | Paul Kunkel            | 6−3, 6−3, 6−2            |
| 1922 | Louis Kuhler           | Edwin Haupt            | 6−3, 6−1, 6−1            |
| 1921 | No celebrat            | No celebrat            | No celebrat              |
| 1920 | John F. Hennessey      | Walter Wesbrook        | 8−10, 6−3, 6−3, 6−4      |
| 1919 | Fritz Bastian          | John F. Hennessey      | 2−6, 6−4, 6−1, 6−4       |
| 1918 | No celebrat            | No celebrat            | No celebrat              |
| 1917 | Fritz Bastian          | John G. MacKay         | 4−6, 6−4, 6−1, 6−2       |
| 1916 | Bill Johnston          | Clarence Griffin       |                          |
| 1915 | Clarence Griffin       | William S. McElroy     | 6−4, 6−3, 6−3            |
| 1914 | William S. McElroy (2) | William Hoag           | 6−4, 1−6, 6−4, 6−2       |
| 1913 | William S. McElroy     | Gus Touchard           |                          |
| 1912 | Gus Touchard           | Richard H. Palmer      | 6−1, 6−2, 7−5            |
| 1911 | Richard H. Palmer (2)  | Richard Bishop         | 14−12, 6−4, 8−6          |
| 1910 | Richard H. Palmer      | Wallace F. Johnson     | 11−9, 6−3, 6−4           |
| 1909 | Robert LeRoy (3)       | Nat Emerson            | 6−3, 3−6, 6−0, 1−6, 6−3  |
| 1908 | Robert LeRoy           | Nat Emerson            | 6−0, 7−5, 6−4            |
| 1907 | Robert LeRoy           | Robert Chauncey Seaver | 8−6, 6−8, 6−2, 6−0       |
| 1906 | Beals Wright (3)       | Robert LeRoy           | 6−4, 6−4, 4−6, 4−6, 6−2  |
| 1905 | Beals Wright           | Kreigh Collins         | 6−3, 7−5, 4−6, 7−9, 6−3  |
| 1904 | Beals Wright           | L. Harry Waidner       | 7−5, 6−0, 6−3            |
| 1903 | Kreigh Collins         | Raymond D. Little      | 11−9, 4−6, 6−1, 3−6, 6−4 |
| 1902 | Raymond D. Little (3)  | Kreigh Collins         | 3−6, 6−8, 6−4, 6−1, 6−2  |
| 1901 | Raymond D. Little      | Kreigh Collins         | 2−6, 8−6, 6−4, 7−5       |
| 1900 | Raymond D. Little      | Nat Emerson            | 6−2, 6−4, 6−2            |
| 1899 | Nat Emerson            | Dudley Sutphin         | 8−6, 6−1, 10−8           |

#### Individual femení
| Any  | Campiona                | Finalista                | Resultat                |
| ---- | ----------------------- | ------------------------ | ----------------------- |
| 1967 | Jane Bartkowicz (2)     | Patsy Rippy              | 6−4, 6−1                |
| 1966 | Jane Bartkowicz         | Peachy Kellmeyer         | 6−3, 6−3                |
| 1965 | Stephanie DeFina (2)    | Roberta Alison           | 10−8, 5−7, 6−4          |
| 1964 | Jean Danilovich         | Alice Tym                | 6−1, 6−2                |
| 1963 | Stephanie DeFina        | Jane Bartkowicz          | 7−5, 6−2                |
| 1962 | Julie Heldman           | Roberta Alison           | 6−4, 6−4                |
| 1961 | Peachy Kellmeyer        | Carole Caldwell Graebner | 3−6, 12−10, 7−5         |
| 1960 | Carol Hanks Aucamp      | Farel Footman            | 6−2, 4−6, 6−3           |
| 1959 | Donna Floyd             | Carol Hanks Aucamp       | 5−7, 6−2, 6−4           |
| 1958 | Gwyn Thomas             | Martha Hernández         | 6−1, 6−2                |
| 1957 | Lois Felix              | Pat Naud                 | 7−5, 2−6, 7−5           |
| 1956 | Yola Ramírez Ochoa      | Mary Ann Mitchell        | 7−5, 6−1                |
| 1955 | Mimi Arnold             | Barbara Breit            | 6−4, 6−3                |
| 1954 | Lois Felix              | Ethel Norton             | 6−1, 6−3                |
| 1953 | Thelma Coyne Long       | Anita Kanter             | 7−5, 6−2                |
| 1952 | Anita Kanter            | Doris Popple             | 6−0, 6−1                |
| 1951 | Pat Canning Todd        | Magda Rurac              | 6−3, 6−4                |
| 1950 | Beverly Baker Fleitz    | Magda Rurac              | 5−7, 6−3, 9−7           |
| 1949 | Magda Rurac             | Beverly Baker Fleitz     | 6−4, 2−6, 6−0           |
| 1948 | Dorothy Head Knode      | Mercedes Madden Lewis    | 6−4, 6−4                |
| 1947 | Betty Rosenquest Pratt  | Betty Hulbert James      | 9−7, 6−2                |
| 1946 | Virginia Kovacs         | Shirley Fry Irvin        | 6−4, 6−1                |
| 1945 | Pauline Betz            | Dorothy Bundy Cheney     | 6−2, 6−0                |
| 1944 | Dorothy Bundy Cheney    | Pauline Betz Addie       | 7−5, 6−4                |
| 1943 | Pauline Betz Addie      | Catherine Wolf           | 6−0, 6−2                |
| 1942 | Catherine Wolf (2)      | Monica Nolan             | 6−4, 6−1                |
| 1941 | Pauline Betz Addie      | Mary Arnold              | 6−4, 6−3                |
| 1940 | Alice Marble            | Gracyn Wheeler           | 6−3, 6−4                |
| 1939 | Catherine Wolf          | Virginia Hollinger       | 6−2, 6−3                |
| 1938 | Virginia Hollinger (2)  | Margaret Jessee          | 8−6, 1−6, 6−0           |
| 1937 | Virginia Hollinger      | Monica Nolan             | 6−3, 6−2                |
| 1936 | Lila Porter             | Virginia Hollinger       | 6−4, 6−3                |
| 1935 | No celebrat             | No celebrat              | No celebrat             |
| 1934 | Gracyn Wheeler Kelleher | Esther Bartosh           |                         |
| 1933 | Muriel Adams            | Helen Fulton             | 6−4, 6−4                |
| 1932 | Dorothy Weisel Hack     | Clara Louise Zinke       | 6−1, 6−0                |
| 1931 | Clara Louise Zinke (5)  | Ruth Riese               | 6−1, 6−1                |
| 1930 | Clara Louise Zinke      | Ruth Riese               | 6−2, 6−4                |
| 1929 | Clara Louise Zinke      | Ruth Riese               | 6−2, 6−3                |
| 1928 | Midge Gladman           | Clara Louise Zinke       | 6−4, 6−4                |
| 1927 | Clara Louise Zinke      | Marian Leighton          | 6−4, 4−6, 4−1, retirada |
| 1926 | Clara Louise Zinke      | Olga Strashun Weil       | 6−2, 6−2                |
| 1925 | Marian Leighton         | Clara Louise Zinke       | 6−3, 6−2                |
| 1924 | Olga Strashun Weil      | Clara Louise Zinke       | 6−4, 6−2                |
| 1923 | Ruth Sanders Cordes (5) | Clara Louise Zinke       | 6−0, 7−5                |
| 1922 | Ruth Sanders Cordes     | Olga Strashun Weil       | 6−3, 6−4                |
| 1921 | No celebrat             | No celebrat              | No celebrat             |
| 1920 | Ruth Sanders Cordes     | Ruth King                | 6−1, 6−0                |
| 1919 | No celebrat             | No celebrat              | No celebrat             |
| 1918 | No celebrat             | No celebrat              | No celebrat             |
| 1917 | Katharine Brown         | Mrs. Willis Adams        | 7−5, 0−6, 6−4           |
| 1916 | Martha Guthrie          | Marguerite Davis         | 6−2, 2−6, 6−1           |
| 1915 | Molla Bjurstedt Mallory | Ruth Sanders Cordes      | 6−0, 6−4                |
| 1914 | Ruth Sanders Cordes     | Katharine Brown          | 7−5, 5−7, 6−2           |
| 1913 | Ruth Sanders Cordes     | Marjorie Dodd            | 6−2, 6−3                |
| 1912 | Marjorie Dodd (2)       | May Sutton               |                         |
| 1911 | Marjorie Dodd           | Helen McLaughlin         | 6−0, 6−2                |
| 1910 | Miriam Steever          | Rhea Fairbairn           | 4−6, 8−6, 6−0           |
| 1909 | Edith Hannam            | Martha Kinsey            | 6−3, 6−1                |
| 1908 | Martha Kinsey           | Marjorie Dodd            | 4−6, 8−6, 6−2           |
| 1907 | May Sutton (3)          | Martha Kinsey            | 6−1, 6−1                |
| 1906 | May Sutton              | Florence Sutton          | 7−5, 6−2                |
| 1905 | May Sutton              | Myrtle McAteer           | 6−0, 6−0                |
| 1904 | Myrtle McAteer (3)      | Winona Closterman        | 7−5, 6−3                |
| 1903 | Winona Closterman (2)   | Myrtle McAteer           | 6−1, 5−7, 6−4           |
| 1902 | Maud Banks              | Winona Closterman        | 6−2, 6−1                |
| 1901 | Winona Closterman       | Juliette Atkinson        | 6−2, 8−6, 6−1           |
| 1900 | Myrtle McAteer          | Maud Banks               | 6−4, 6−8, 6−2, 6−3      |
| 1899 | Myrtle McAteer          | Juliette Atkinson        | 7−5, 6−1, 4−6, 8−6      |